# Élesmes
Élesmes é uma comuna francesa na região administrativa de Altos da França, no departamento do Norte. Estende-se por uma área de 6.23 km². Em 2010 a comuna tinha 990 habitantes (densidade: 158,9 hab./km²).